# Gravfisktjärnen, Jämtland
Gravfisktjärnen är en sjö i Krokoms kommun i Jämtland och ingår i Indalsälvens huvudavrinningsområde.